# تيريزا نيلسن هايدن
تيريزا نيلسن هايدن (بالإنجليزية: Teresa Nielsen Hayden)‏ هي ناقدة أدبية وصحفية أمريكية، ولدت في 21 مارس 1956 في ميسا في الولايات المتحدة.

## وصلات خارجية
- الموقع الرسمي